# Estádio da Vila Leme
O Estádio da Vila Leme foi a casa do Paulista Futebol Clube, de Jundiaí, São Paulo, entre os anos de 1913 e 1956. Projetado no estilo inglês, de madeira e com arquibancadas próximas ao campo, foi o segundo local em que o clube mandou seus jogos na era amadora e no início da era profissional. 

## Construção

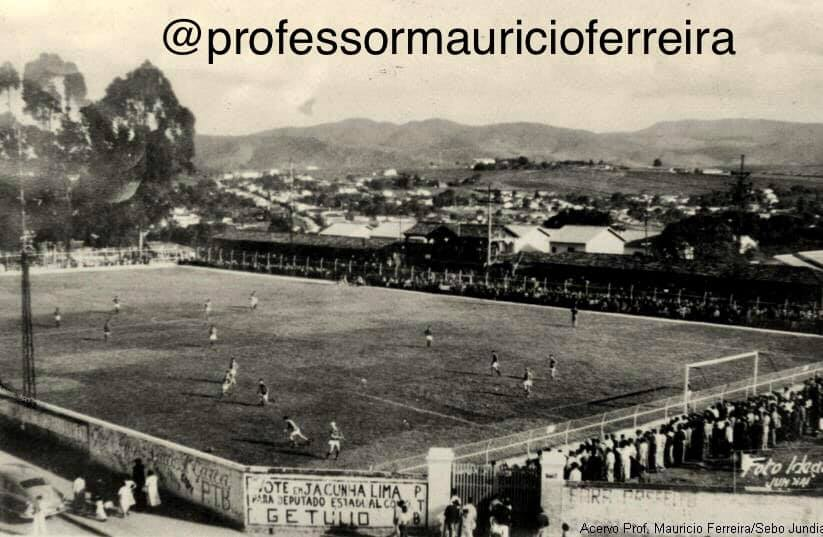
Partida entre Paulista FC e Ponte Preta, realizada em 1951, na inauguração do novo alambrado do Estádio da Vila Leme, o segundo local de jogos do Paulista Futebol Clube.

Desde a sua fundação, em 1909, o Paulista Futebol Clube utilizava um terreno próximo aos escritórios e oficinas da sede de Jundiaí da Companhia Paulista de Estradas de Ferro, chamado Campo da Barreira, para realizar as atividades recreativas de futebol com os seus associados. Em 1913, o clube mudou de campo e começou a atuar no "rapadão da Vila Leme",  
Com a popularização cada vez maior do esporte, não apenas em Jundiaí, mas em todo o Brasil à época, urgia a necessidade da construção de um local mais adequado às novas demandas de público que vinham a tona no início do Século XX. 
De acordo com Lucato (2000), em 20 de janeiro de 1915, os então membros da diretoria do Paulista - que não tinha completado seis anos de idade - autorizaram um empréstimo de $1400 contos de réis para a aquisição do terreno do tal "rapadão". 
Projetado no estilo inglês, com arquibancadas de madeira e próximas ao campo, com gradis também de madeira fazendo a divisão entre ambos, e um muro em todo o entorno do terreno, o estádio teve suas obras iniciadas em 1916 e finalizadas em 1918 (LUCATO, 2000), período em que, segundo o ex-atleta Lamanares em um entrevista à Gazeta Esportiva de 5 de agosto de 1944, o Paulista ficou com as atividades interrompidas. 

## Local

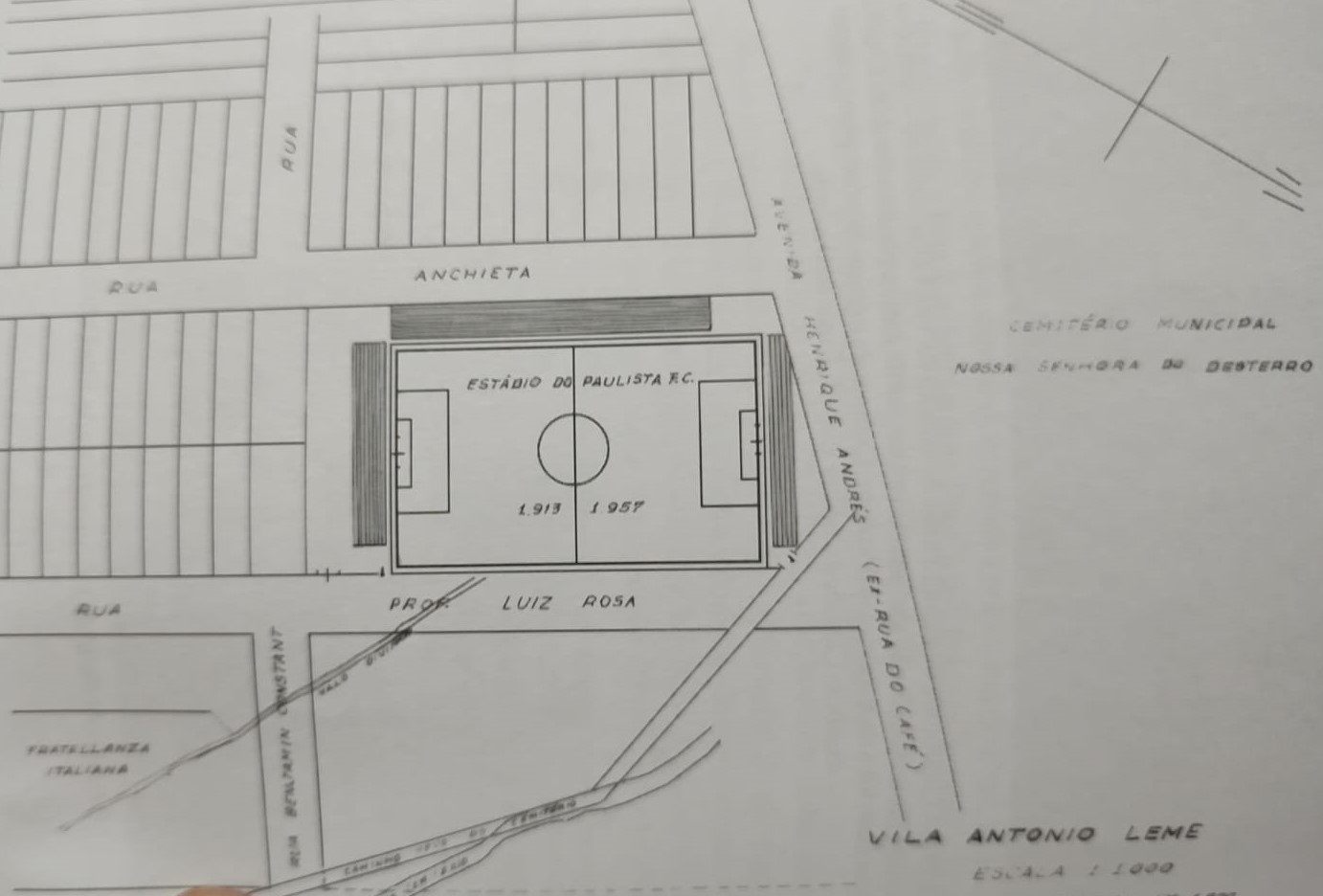
Mapa geográfico do Estádio da Vila Leme, em Jundiaí, presente no livro Jundiahy Foot Ball Club ou Paulista FC, de Cláudio Lucato (2000);

O local utilizado para a construção do estádio compreendia, à época, a última quadra do loteamento da Vila Leme, e estava localizado entre as ruas Anchieta, Henrique Andrés e Luiz Rosa, com a arquibancada principal ficando na Rua Anchieta. Tal loteamento havia sido aprovado pela Prefeitura de Jundiaí em 1900. O terreno ficava em frente do Cemitério Nossa Senhora do Desterro, construído algumas décadas antes do estádio.    
Após a construção da primeira parte das arquibancadas, foi necessário aumentar o tamanho das mesmas, já que a torcida se mostrava cada vez mais presente às partidas. Com isso, anos mais tarde foram inauguradas as duas arquibancadas, também de madeira, atrás dos gols do estádio.   
Com a inauguração do Estádio Dr. Jayme Cintra em 1957, terceira e atual casa do Paulista Futebol Clube, o Estádio da Vila Leme foi desmontado e o terreno, vendido. Atualmente, o local é ocupado por casas, comércios e estacionamentos e fica em frente ao Velório Municipal, além também do Cemitério. A Rua Cajuru foi aberta onde a linha traçava o meio de campo no gramado.   

## Primeira partida, última e retrospecto

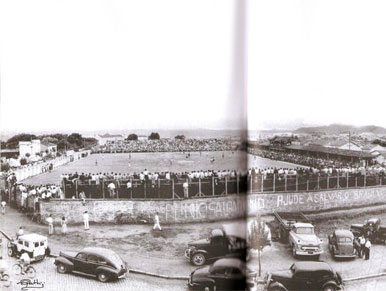
Partida entre Paulista FC e Botafogo de Ribeirão Preto, pela segunda partida da final da Segunda Divisão estadual em 1956, vencida pelo Galo de Jundiaí por 3x1. No jogo extra, em São Paulo, o Botafogo ficou com o título.

O Estádio da Vila Leme foi inaugurado em 23 de junho de 1918, com o confronto inicial entre Paulista Futebol Clube e Sport Club Corinthians Paulista, vencido pela equipe da capital por 2 a 0.
Já a última partida realizada no local aconteceu em 28 de dezembro de 1957, com a nova casa do Galo, o Estádio Dr. Jayme Cintra, já em funcionamento. O Tricolor de Jundiaí enfrentou o São Bento, pela Segunda Divisão do Campeonato Paulista, e acabou derrotado - também por 2 a 0.  

#### Retrospecto
Segundo levantamento do historiador Ivan Gottardo, o Paulista Futebol Clube jogou 473 vezes no Estádio da Vila Leme, entre partidas oficiais e amistosos. Foram 264 vitórias, 76 empates e 104 derrotas, com o altos 61,1% de aproveitamento. 
A equipe de Jundiaí marcou 1272 e sofreu 714 gols no período, saldo positivo de 558 tentos anotados. A média de gols marcados por partida foi de 2,68, enquanto os sofridos ficam em 1,50 a cada confronto.  